# ورزشگاه سامی اوفر

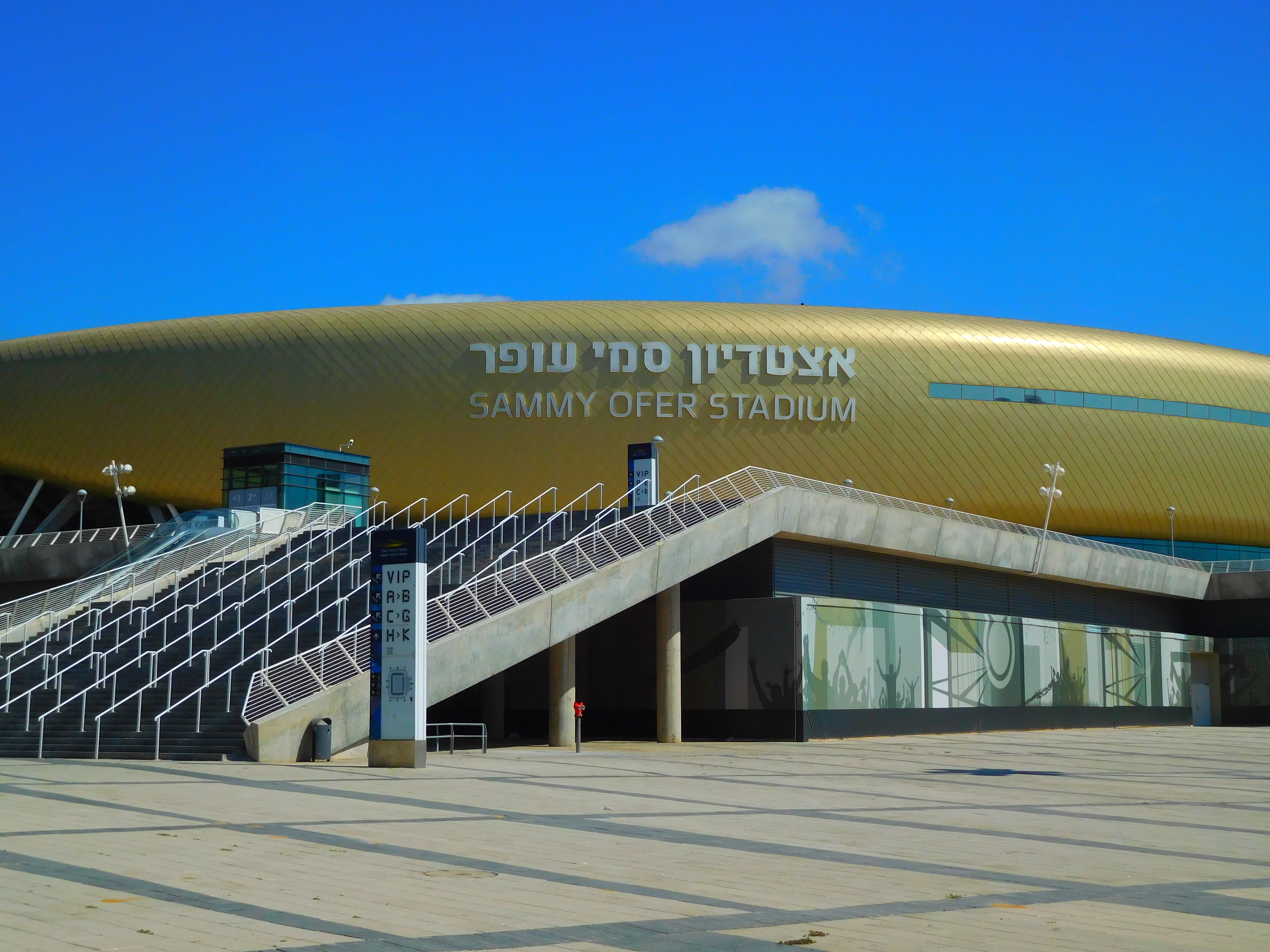
نمایی از ورزشگاه سامی اوفر

استادیوم سامی اوفر (به عبری: אצטדיון סמי עופר)، که با نام استادیوم شهرداری حیفا (האצטדיון העירוני חיפה) نیز شناخته می‌شود، یک ورزشگاه ۳۰۸۵۸ نفره در شهر حیفا اسرائیل است. ساخت و ساز در اواخر سال ۲۰۰۹ آغاز شد و در سال ۲۰۱۴ به پایان رسید. این استادیوم توسط شرکت اقتصادی حیفا به مدیریت Adv. گال پلگ.
در حال حاضر، از این استادیوم بیشتر برای مسابقات فوتبال استفاده می‌شود، میزبان بازی‌های خانگی ماکابی حیفا و هاپوئل حیفا. این ورزشگاه جایگزین استادیوم Kiryat Eliezer شد که در سال ۲۰۱۴ بسته شد و در سال ۲۰۱۵ تخریب شد. این ورزشگاه به نام میلیاردر فقید اسرائیلی سامی اوفر نامگذاری شده‌است؛ که ۲۰٬۰۰۰٬۰۰۰ دلار برای ساخت استادیوم اهدا کرد. سهم آفر ۱۹ درصد از کل هزینه ورزشگاه بود. این ورزشگاه همچنین برای برخی از مسابقات خانگی منتخب به تیم ملی فوتبال اسرائیل خدمات می‌دهد.